# Rodriguezia
Rodriguezia é um género botânico pertencente à família das orquídeas (Orchidaceae). Foi proposto por Ruiz & Pavón em 1794, publicado em Flora Peruvianae, et Chilensis Prodromus 115. A espécie tipo é a Rodriguezia lanceolata Ruiz & Pavón. O nome deste gênero é uma homenagem a Manuel Rodriguez, botânico espanhol.

## Distribuição
Rodriguezia agrupa cerca de quarenta e cinco espécies epífitas ou rupícolas, de crescimento cespitoso ou ascendente e aéreo, distribuídas pela América tropical desde o México ao noroeste da Argentina, com concentração em duas áreas diversas, a saber, no norte e noroeste da Amazônia e na Mata Atlântica do sudeste do Brasil, ocorrendo em situações diversas, cerca de metade delas registradas para o Brasil.

## Descrição
Rodriguezia divide-se em dois grupos de espécies de portes bem diferentes. Um dos grupos, de crescimento cespitoso, com rizoma curto, pseudobulbos muito pequenos, alongados, quase totalmente ocultados por muitas Baínhas foliares imbricantes, com folhas espessas, lanceoladas, acanoadas, e inflorescência curta, arcada ou pendente, com muitas flores.
O outro grupo, antigamente classificado como gênero à parte com o nome de Burlingtonia, é composto de plantas de crescimento escandente, com rizoma bastante comprido, rijo e fino, raízes adventícias longas e numerosas, pseudobulbos ovais, muito espaçados, sempre parcialmente visíveis, com poucas Baínhas foliares, estas muito menos carnosas que no outro grupo, mais elípticas e planas, e rácimo ereto longamente pedunculado com poucas flores na extremidade.
Em ambos os casos os pseudobulbos são lateralmente comprimidos e a inflorescência brota das axilas das Baínhas que guarnecem os pseudobulbos.
As flores têm pétalas e sépalas dorsais coniventes, aproximadamente de igual tamanho, ou por vezes pétalas bem maiores, enquanto as sépalas laterais normalmente fundem-se, na base ou em todo o comprimento, formando um esporão ou mento saquiforme, sempre mais curto que o ovário. O labelo é simples, geralmente tem a mesma cor das pétalas e sépalas, com lobo mediano de extremidade bilobulada, na base prolongado em saco livre ou soldado à face ventral da coluna, com numerosas carenas paralelas de comprimentos diversos, comum amarelas, e que devem ser observadas para diferenciar algumas das espécies. A coluna é bastante curta, claviforme, com dois longos prolongamentos de margens pubescentes que guarnecem os lados da antera, e dois apêndices inferiores a ela de modo a formar uma espécie de tubo que conduz ao estigma. A antera é apical, uniloculada, com duas polínias.

## Filogenia
Rodriguezia compõe um dos sete subclados de gêneros, que coletivamente se constituem em um dos cerca de dez grandes clados da subtribo Oncidiinae. Outros desses sete subgrupos são formados por gêneros tais como Comparettia, Capanemia, Leochilus, Notylia, etc.

## Lista de espécies
- Rodriguezia arevaloi
- Rodriguezia bahiensis
- Rodriguezia batemanii
- Rodriguezia brachystachys
- Rodriguezia bracteata
- Rodriguezia caloplectron
- Rodriguezia candida
- Rodriguezia decora
- Rodriguezia estradae
- Rodriguezia fragrans
- Rodriguezia granadensis
- Rodriguezia lanceolata
- Rodriguezia leeana
- Rodriguezia lehmannii
- Rodriguezia obtusifolia
- Rodriguezia pubescens
- Rodriguezia refracta
- Rodriguezia rigida
- Rodriguezia secunda
- Rodriguezia strobellii
- Rodriguezia venusta